# Старый Пинигерь
 Старый Пинигерь  — деревня в Вятскополянском районе Кировской области, административный центр Старопинигерского сельского поселения.

## География
Расположена в правобережной части района на расстоянии примерно 5 км по прямой на запад-юго-запад от города Вятские Поляны.

## История
Известна с 1802 года как татарская деревня Пинегер или Пияр с 40 дворами.
В «Списке населенных мест по сведениям 1859—1873 годов», изданном в 1876 году, населённый пункт упомянут как казённая деревня Пинигерь 2-го стана Малмыжского уезда Вятской губернии. Располагалась при ключе Пьярь-Пинигере, по правую сторону Елабужского почтового тракта, в 46 верстах от уездного города Малмыжа и в 9 верстах от становой квартиры в казённом селе Поляны (Вятские Поляны). В деревне, в 71 дворе жили 618 человек (286 мужчин и 332 женщины), была мечеть.
В 1873 году здесь (деревня Пинигерь) дворов 71 и жителей 618, в 1905 165 и 926, в 1926 189 и 990, в 1950 (Старый Пинигерь) 252 и 971, в 1989 1187 человек. 

## Население
Постоянное население составляло 1204 человека (татары 99%) в 2002 году, 1162 в 2010.